# تيدي لوشيتش
تيدي لوشيتش (بالسويدية: Teddy Lučić)‏ (مواليد 15 أبريل 1973) هو لاعب كرة قدم. يلعب مع منتخب السويد لكرة القدم. سبق له أن لعب في كأس العالم لكرة القدم مع منتخب بلاده.

## روابط خارجية
- تيدي لوشيتش على موقع الاتحاد الدولي (مؤرشف)  (الإنجليزية)
- تيدي لوشيتش على موقع اتحاد السويد (السويدية)
- تيدي لوشيتش على موقع قاعدة بيانات كرة القدم.إي يو (الإنجليزية)
- تيدي لوشيتش على موقع ناشيونال فوتبول تيمز (الإنجليزية)
- تيدي لوشيتش على موقع Soccerbase.com (لاعب) (الإنجليزية)
- تيدي لوشيتش على موقع عالم كرة القدم.نت (الإنجليزية)